# Suiza en el Festival de la Canción de Eurovisión 2021
Suiza participó en el LXV Festival de la Canción de Eurovisión, celebrado en Róterdam, Países Bajos del 18 al 22 de mayo del 2021, tras la victoria de Duncan Laurence con la canción «Arcade». La SRG SSR decidió mantener al representante de Suiza de la cancelada edición de 2020, al cantante de ascendencia albanesa Gjon's Tears para participar en la edición de 2021, siendo presentada en el mes de marzo la balada «Tout l'Univers» con la cual competirían.  
Después de presentarse todas las canciones, Suiza se convirtió en la tercera máxima favorita para ganar en las casas de apuestas, solo detrás de Malta y Francia. Tras clasificarse en primer lugar de la semifinal 2 con 291 puntos, Suiza finalizó en 3ª posición con una sumatoria de 432 puntos: 267 del jurado profesional, que la posicionó en primer lugar y 165 del televoto, en el que finalizó en séptima posición.  

## Historia de Suiza en el Festival
Suiza es uno de los países fundadores del festival, debutando en 1956. Suiza ha participado en 60 ocasiones en el festival, siendo uno de los países que más veces ha participado en el concurso. Suiza ha logrado vencer en dos ocasiones el festival: la primera fue precisamente en el primer concurso de la historia, en 1956 con Lys Assia con la canción «Refrain». La segunda vez sucedió en 1986 con la entonces desconocida Céline Dion y la canción «Ne partez pas sans moi». A pesar de que Suiza es considerado como uno de los países clásicos del festival, es considerado como uno de los países menos exitosos del festival en la «era contempóranea», habiéndose clasificado a la gran final en cinco ocasiones desde 2004, con solo dos participaciones dentro de los mejores 10 del concurso. 
El representante para la edición cancelada de 2020 era Gjon's Tears con la balada en «Répondez-moi». En 2019, el cantante Luca Hänni, terminó en 4° lugar con 364 puntos en la gran final, con el tema «She Got Me».

## Representante para Eurovisión

### Elección Interna
Suiza confirmó su participación en la edición de 2021 el 20 de marzo de 2020, poco después de la cancelación del festival de 2020 por la pandemia de COVID-19, decidiendo mantener a Gjon's Tears como su representante para el festival. Posteriormente se llevaron a cabo varios campamentos de composición de canciones con el fin de crear posibles canciones para las siguientes fases de la selección. 20 canciones fueron escritas por Gjon's Tears junto con compositores suizos e internacionales durante los campamentos, y la combinación de votos de un panel público de 100 miembros (50%) y un jurado de expertos internacionales de 20 miembros (50%) seleccionaron la canción ganadora. Los miembros del panel público se reunieron de acuerdo con criterios seleccionados en cooperación con Digame, mientras que el jurado internacional estaba formado por miembros que habían sido jurados nacionales de sus respectivos países en el Festival de la Canción de Eurovisión.
El 10 de marzo de 2021, la canción «Tout l'univers» fue presentada como la canción con la que participaría Suiza por medio de su publicación en el canal oficial de Eurovisión en YouTube. La canción fue compuesta por el mismo Gjon's Tears junto a Wouter Hardy, Nina Sampermans and Xavier Michel. Respecto a la canción, Gjon's Tears declaró «Estoy muy feliz de poder participar finalmente en Eurovisión este año y de poder difundir un mensaje positivo con mi canción. Era importante para nosotros mantener la esperanza en este momento particularmente difícil: no debemos rendirnos y debemos mantenernos fuertes. Con amor, amistad, fuerza y coraje, podemos reconstruir nuestro futuro. Estoy convencido de que en esta situación excepcional es posible redescubrirnos y reinventarnos».

## En Eurovisión
De acuerdo a las reglas del festival, todos los concursantes inician desde las semifinales, a excepción del anfitrión (en este caso, Países Bajos) y el Big Five compuesto por Alemania, España, Francia, Italia y Reino Unido. La producción del festival decidió respetar el sorteo ya realizado para la edición cancelada de 2020 por lo que se determinó que el país, tendría que participar en la segunda semifinal. En este mismo sorteo, se determinó que participaría en la segunda mitad de la semifinal (posiciones 10-17). Semanas después, ya conocidos los artistas y sus respectivas canciones participantes, la producción del programa dio a conocer el orden de actuación, determinando que Suiza participara en la decimosexta posición, precedida por Letonia y seguido de Dinamarca.
Los comentarios para Suiza en alemán corrieron por parte de Sven Epiney, en francés por parte de Jean-Marc Richard y Nicolas Tanner en las semifinales mientras que ambos se unieron a Joseph Gorgoni en la final. En italiano los comentarios en la semifinal corrieron por parte de Clarissa Tami, a la que se le unió Sebalter en la final. La portavoz de la votación del jurado profesional suizo fue Angélique Beldner.

### Semifinal 2
Gjon's Tears tomó parte de los primeros ensayos los días 11 y 14 de mayo, así como de los ensayos generales con vestuario de la segunda semifinal los días 19 y 20 de mayo. El ensayo general de la tarde del 19 fue tomado en cuenta por los jurados profesionales para emitir sus votos, que representan el 50% de los puntos. Suiza se presentó en la posición 16, detrás de Dinamarca y por delante de Letonia. Durante la actuación suiza, Gjon actuó solo vestido de negro con detalles plateados en su camisa sobre un marco blanco hecho por distintas piezas. En el fondo LED se proyectaron elementos de plata líquida mientras diferentes ángulos de cámara y efectos de iluminación acentuaron los movimientos del cantante. Durante el segundo coro se movió a una viga vertical del marco mientras que las otras dos piezas se separaron, permaneciendo en dicha viga durante la parte final de la canción, con el fondo LED pasando a ser un efecto de múltiples luminarias "centelleando" el fondo.
Al final del show, Suiza fue anunciada como uno de los 10 países finalistas. Los resultados revelados una vez terminado el festival, le otorgaron la victoria de la semifinal a Suiza con 291 puntos, habiendo ganado la votación del jurado con 156 puntos, y obteniendo el tercer lugar del público con 135 puntos. Este resultado se convirtió en el mejor para el país helvético en una semifinal, superando los cuartos lugares obtenidos en 2014 y 2019.

### Final
Durante la rueda de prensa de los ganadores de la segunda semifinal, se realizó el sorteo en el que se decidió en que mitad participaría cada finalista. Suiza fue sorteada para participar en la primera mitad de la final (posiciones 1-13). El orden de actuación revelado durante la madrugada del viernes 21 de mayo, en el que se decidió que Suiza debía actuar en la posición 11 por delante de Grecia y detrás de Islandia.
Durante la votación final, Suiza rápidamente se colocó en los primeros lugares de la votación del jurado, pasando a tener un mano-a-mano con Francia por el liderato de la votación. Al terminar de darse los votos del jurado profesional, Suiza se colocó en primer lugar con 267 puntos, recibiendo votos de 34 países incluyendo 8 máximas puntuaciones. De este modo, Suiza fue el último país en conocer su puntuación del televoto. Cuando llegó su turno, Italia lideraba la votación con 524 puntos seguida de Francia con 499. Finalmente Gjon's Tears solo obtuvo 165 puntos del televoto, lo que lo colocaron en 3° lugar con 432 puntos, a 67 puntos de Barbara Pravi de Francia, y a 92 del grupo Måneskin de Italia.
Los 432 puntos de Suiza se convirtieron en la mayor puntuación obtenida por el país helvético en la historia del concurso, superando los 364 puntos obtenidos por Luca Hänni la edición anterior. Así mismo, el tercer lugar es el mejor resultado obtenido por el país desde el tercer lugar de Annie Cotton en 1993.

### Votación

#### Puntuación otorgada a Suiza

##### Semifinal 2
| Jurado                                                                  | Jurado                 | Jurado                                    | Jurado                                                                | Jurado                           |
| 12 puntos                                                               | 10 puntos              | 8 puntos                                  | 7 puntos                                                              | 6 puntos                         |
| ----------------------------------------------------------------------- | ---------------------- | ----------------------------------------- | --------------------------------------------------------------------- | -------------------------------- |
| - Albania - Austria - Dinamarca - España - Estonia - Georgia - Islandia | - Finlandia - Letonia  | - Polonia - República Checa - Reino Unido | - Moldavia - Portugal                                                 | - San Marino                     |
| 5 puntos                                                                | 4 puntos               | 3 puntos                                  | 2 puntos                                                              | 1 punto                          |
| - Serbia                                                                |                        | - Francia                                 |                                                                       |                                  |
| Televoto                                                                |                        |                                           |                                                                       |                                  |
| 12 puntos                                                               | 10 puntos              | 8 puntos                                  | 7 puntos                                                              | 6 puntos                         |
| - Albania                                                               | - Finlandia - Moldavia | - Austria - Francia - Polonia - Portugal  | - Bulgaria - Dinamarca - España - Grecia - Islandia - República Checa | - Estonia - Letonia - San Marino |
| 5 puntos                                                                | 4 puntos               | 3 puntos                                  | 2 puntos                                                              | 1 punto                          |
| - Serbia                                                                |                        | - Georgia - Reino Unido                   |                                                                       |                                  |

##### Final
| Jurado                                                                              | Jurado                                                      | Jurado                                              | Jurado                                                                        | Jurado                                                          |
| 12 puntos                                                                           | 10 puntos                                                   | 8 puntos                                            | 7 puntos                                                                      | 6 puntos                                                        |
| ----------------------------------------------------------------------------------- | ----------------------------------------------------------- | --------------------------------------------------- | ----------------------------------------------------------------------------- | --------------------------------------------------------------- |
| - Albania - Bélgica - Dinamarca - Estonia - Finlandia - Israel - Islandia - Letonia | - Alemania - Australia - Austria - España - Georgia - Malta | - Croacia - Lituania - Reino Unido - Ucrania        | - Francia - Noruega - Polonia - Portugal - Rumania - Eslovenia                | - Macedonia del Norte                                           |
| 5 puntos                                                                            | 4 puntos                                                    | 3 puntos                                            | 2 puntos                                                                      | 1 punto                                                         |
| - Irlanda - Países Bajos - República Checa - Suecia                                 | - San Marino                                                | - Moldavia                                          | - Chipre                                                                      | - Rusia - Serbia                                                |
| Televoto                                                                            |                                                             |                                                     |                                                                               |                                                                 |
| 12 puntos                                                                           | 10 puntos                                                   | 8 puntos                                            | 7 puntos                                                                      | 6 puntos                                                        |
| - Albania                                                                           |                                                             |                                                     | - España - Finlandia - Macedonia del Norte - Países Bajos - Polonia - Ucrania | - Dinamarca - Francia - Islandia - Israel - Lituania - Portugal |
| 5 puntos                                                                            | 4 puntos                                                    | 3 puntos                                            | 2 puntos                                                                      | 1 punto                                                         |
| - Australia - Austria - Croacia - Eslovenia - Rumania - Rusia - Suecia              | - Azerbaiyán - Bélgica - Grecia - Letonia - Moldavia        | - Bulgaria - Irlanda - República Checa - San Marino | - Alemania - Estonia - Noruega                                                | - Reino Unido - Serbia                                          |

#### Puntuación otorgada por Suiza
| Puntos    | Jurado     | Televoto  |
| --------- | ---------- | --------- |
| 12 puntos | Bulgaria   | Serbia    |
| 10 puntos | Portugal   | Portugal  |
| 8 puntos  | Islandia   | Albania   |
| 7 puntos  | Austria    | Islandia  |
| 6 puntos  | Finlandia  | Finlandia |
| 5 puntos  | Albania    | Dinamarca |
| 4 puntos  | Serbia     | Austria   |
| 3 puntos  | Estonia    | Bulgaria  |
| 2 puntos  | San Marino | Grecia    |
| 1 punto   | Grecia     | Estonia   |

| Puntos    | Jurado     | Televoto  |
| --------- | ---------- | --------- |
| 12 puntos | Francia    | Serbia    |
| 10 puntos | Bulgaria   | Italia    |
| 8 puntos  | Italia     | Portugal  |
| 7 puntos  | Portugal   | Albania   |
| 6 puntos  | Malta      | Francia   |
| 5 puntos  | Islandia   | Islandia  |
| 4 puntos  | Lituania   | Finlandia |
| 3 puntos  | Rusia      | Suecia    |
| 2 puntos  | Azerbaiyán | Ucrania   |
| 1 punto   | Finlandia  | Lituania  |

##### Desglose
El jurado suizo estuvo compuesto por:
- Sophie de Quay
- Chiara Dubey
- Rico Fischer
- Lisa Oribasi
- Georg Schlunegger

| Semifinal 2 | Semifinal 2     | Semifinal 2                | Semifinal 2                | Semifinal 2                | Semifinal 2                | Semifinal 2                | Semifinal 2                | Semifinal 2                | Semifinal 2                | Semifinal 2                |
| N.º         | País            | Jurado                     | Jurado                     | Jurado                     | Jurado                     | Jurado                     | Jurado                     | Jurado                     | Televoto                   | Televoto                   |
| N.º         | País            | Jurado A                   | Jurado B                   | Jurado C                   | Jurado D                   | Jurado E                   | Ranking                    | Puntos                     | Ranking                    | Puntos                     |
| ----------- | --------------- | -------------------------- | -------------------------- | -------------------------- | -------------------------- | -------------------------- | -------------------------- | -------------------------- | -------------------------- | -------------------------- |
| 01          | San Marino      | 8                          | 6                          | 12                         | 6                          | 10                         | 9                          | 2                          | 12                         |                            |
| 02          | Estonia         | 4                          | 11                         | 10                         | 5                          | 14                         | 8                          | 3                          | 10                         | 1                          |
| 03          | República Checa | 9                          | 14                         | 13                         | 9                          | 8                          | 12                         |                            | 16                         |                            |
| 04          | Grecia          | 7                          | 9                          | 7                          | 14                         | 6                          | 10                         | 1                          | 9                          | 2                          |
| 05          | Austria         | 3                          | 5                          | 4                          | 3                          | 9                          | 4                          | 7                          | 7                          | 4                          |
| 06          | Polonia         | 12                         | 15                         | 15                         | 15                         | 16                         | 15                         |                            | 13                         |                            |
| 07          | Moldavia        | 15                         | 12                         | 9                          | 13                         | 12                         | 13                         |                            | 11                         |                            |
| 08          | Islandia        | 11                         | 1                          | 8                          | 2                          | 3                          | 3                          | 8                          | 4                          | 7                          |
| 09          | Serbia          | 5                          | 7                          | 6                          | 10                         | 7                          | 7                          | 4                          | 1                          | 12                         |
| 10          | Georgia         | 16                         | 16                         | 14                         | 16                         | 13                         | 16                         |                            | 14                         |                            |
| 11          | Albania         | 6                          | 8                          | 3                          | 8                          | 5                          | 6                          | 5                          | 3                          | 8                          |
| 12          | Portugal        | 2                          | 3                          | 11                         | 7                          | 1                          | 2                          | 10                         | 2                          | 10                         |
| 13          | Bulgaria        | 1                          | 2                          | 1                          | 1                          | 2                          | 1                          | 12                         | 8                          | 3                          |
| 14          | Finlandia       | 10                         | 4                          | 5                          | 4                          | 4                          | 5                          | 6                          | 5                          | 6                          |
| 15          | Letonia         | 14                         | 13                         | 2                          | 12                         | 11                         | 11                         |                            | 15                         |                            |
| 16          | Suiza           | -------------------------- | -------------------------- | -------------------------- | -------------------------- | -------------------------- | -------------------------- | -------------------------- | -------------------------- | -------------------------- |
| 17          | Dinamarca       | 13                         | 10                         | 16                         | 11                         | 15                         | 14                         |                            | 6                          | 5                          |

| Final | Final        | Final                      | Final                      | Final                      | Final                      | Final                      | Final                      | Final                      | Final                      | Final                      |
| N.º   | País         | Jurado                     | Jurado                     | Jurado                     | Jurado                     | Jurado                     | Jurado                     | Jurado                     | Televoto                   | Televoto                   |
| N.º   | País         | Jurado A                   | Jurado B                   | Jurado C                   | Jurado D                   | Jurado E                   | Ranking                    | Puntos                     | Ranking                    | Puntos                     |
| ----- | ------------ | -------------------------- | -------------------------- | -------------------------- | -------------------------- | -------------------------- | -------------------------- | -------------------------- | -------------------------- | -------------------------- |
| 01    | Chipre       | 5                          | 9                          | 18                         | 14                         | 21                         | 13                         |                            | 20                         |                            |
| 02    | Albania      | 10                         | 14                         | 6                          | 10                         | 13                         | 11                         |                            | 4                          | 7                          |
| 03    | Israel       | 17                         | 20                         | 7                          | 8                          | 23                         | 16                         |                            | 18                         |                            |
| 04    | Bélgica      | 16                         | 11                         | 22                         | 17                         | 17                         | 20                         |                            | 21                         |                            |
| 05    | Rusia        | 21                         | 17                         | 2                          | 11                         | 6                          | 8                          | 3                          | 11                         |                            |
| 06    | Malta        | 8                          | 5                          | 4                          | 7                          | 3                          | 5                          | 6                          | 12                         |                            |
| 07    | Portugal     | 2                          | 3                          | 16                         | 6                          | 4                          | 4                          | 7                          | 3                          | 8                          |
| 08    | Serbia       | 12                         | 22                         | 10                         | 24                         | 15                         | 19                         |                            | 1                          | 12                         |
| 09    | Reino Unido  | 22                         | 23                         | 19                         | 21                         | 19                         | 22                         |                            | 25                         |                            |
| 10    | Grecia       | 6                          | 15                         | 11                         | 15                         | 18                         | 14                         |                            | 13                         |                            |
| 11    | Suiza        | -------------------------- | -------------------------- | -------------------------- | -------------------------- | -------------------------- | -------------------------- | -------------------------- | -------------------------- | -------------------------- |
| 12    | Islandia     | 15                         | 6                          | 21                         | 4                          | 5                          | 6                          | 5                          | 6                          | 5                          |
| 13    | España       | 18                         | 19                         | 13                         | 20                         | 16                         | 21                         |                            | 17                         |                            |
| 14    | Moldavia     | 24                         | 24                         | 17                         | 25                         | 24                         | 24                         |                            | 23                         |                            |
| 15    | Alemania     | 25                         | 18                         | 20                         | 22                         | 22                         | 23                         |                            | 14                         |                            |
| 16    | Finlandia    | 11                         | 7                          | 9                          | 5                          | 9                          | 10                         | 1                          | 7                          | 4                          |
| 17    | Bulgaria     | 1                          | 4                          | 5                          | 3                          | 7                          | 2                          | 10                         | 16                         |                            |
| 18    | Lituania     | 7                          | 8                          | 3                          | 13                         | 14                         | 7                          | 4                          | 10                         | 1                          |
| 19    | Ucrania      | 23                         | 21                         | 15                         | 9                          | 12                         | 17                         |                            | 9                          | 2                          |
| 20    | Francia      | 3                          | 2                          | 8                          | 1                          | 1                          | 1                          | 12                         | 5                          | 6                          |
| 21    | Azerbaiyán   | 19                         | 10                         | 1                          | 19                         | 11                         | 9                          | 2                          | 19                         |                            |
| 22    | Noruega      | 20                         | 25                         | 25                         | 23                         | 25                         | 25                         |                            | 15                         |                            |
| 23    | Países Bajos | 9                          | 16                         | 24                         | 12                         | 8                          | 15                         |                            | 22                         |                            |
| 24    | Italia       | 14                         | 1                          | 14                         | 2                          | 2                          | 3                          | 8                          | 2                          | 10                         |
| 25    | Suecia       | 4                          | 13                         | 23                         | 18                         | 10                         | 12                         |                            | 8                          | 3                          |
| 26    | San Marino   | 13                         | 12                         | 12                         | 16                         | 20                         | 18                         |                            | 24                         |                            |